# Riedbahn
Riedbahn er hovedbanen mellem Frankfurt am Main Hauptbahnhof og Mannheim. Den anses for at være den vigtigste jernbanelinje i Tyskland.[kilde mangler] På linjen køres bl.a. med ICE med en topfart på 200 km/t.
Vigtige stationer på linjen: Frankfurt Hbf, Frankfurt Stadion, Groß-Gerau, Riedstadt, Biblis, Mannheim Hbf.
| Jernbane | Spire Denne jernbaneartikel er en spire som bør udbygges. Du er velkommen til at hjælpe Wikipedia ved at udvide den. |

49°47′35″N 8°28′18″Ø / 49.793°N 8.4716°Ø